# 1962-es buin-zahrái földrengés
Az 1962-es buin-zahrái földrengés 1962. szeptember elsején pattant ki Buin-Zahrá megyében, Irán északi részén, Kazvin tartományban. A rengés ereje a Richter-skála szerint 7,1-es volt. A földrengés következtében 12 225 fő vesztette életét. Kazvin tartomány Irán egyik olyan részén fekszik, ahol gyakrabban fordulnak elő nagyobb erejű földmozgások. Az 1962-es földrengés a környéket behálózó törésvonalak egyikében pattant ki, az Ipak-törésvonal árkában. Úgy tartják, hogy a törésvonalban rejlő erők további földrengések kipattanásához is vezethetnek a térségben. A nemzetközi szervezetek felmérései alapján több építésügyi szigorításra tettek javaslatot a külföldi szervezetek, remélve, hogy a világ egyik szeizmikusan leginkább aktív területén fekvő országában valóban meg is fogadják a javaslatokban foglaltakat. 
A földrengés során 12 225 fő életét vesztette és legkevesebb 2776 fő megsérült.
Mindezen túl 21,310 lakóház megrongálódott olyan mértékben, hogy azt már nem lehetett felújítani. A háziállatok 35 százaléka odaveszett a rengés következtében összeomló épületek miatt. A földmozgást számos földcsuszamlás és sziklaomlás követte. A 21 000 darab megrongálódott ház túlnyomó része vályogból és téglából épült. Az egyik teheráni kórházban több, mint 2500 sérültet láttak el a rengést követően.
A rengést a fővárosban, Teheránban, Iszfahánban, Tebrizben és Jazdban is érezni lehetett. Az 1962-es földrengés 1630 óta a legerősebb földmozgás volt a régióban.

## Fordítás
Ez a szócikk részben vagy egészben  a(z)   1962 Buin Zahra earthquake című angol Wikipédia-szócikk ezen változatának fordításán alapul.  Az eredeti cikk szerkesztőit annak laptörténete sorolja fel. Ez a jelzés csupán a megfogalmazás eredetét és a szerzői jogokat jelzi, nem szolgál a cikkben szereplő információk forrásmegjelöléseként.